# 関東 (中国)
関東（かんとう、拼音: Guāndōng）は、中国における地域である。

## 概要
中国では、元来、函谷関から東を関東、西を関西または関中と呼んだ。秦漢から唐までの中国の統一王朝の多くが咸陽や長安に首都を置いたため、首都を守る函谷関を基準として関東・関中・関西という地域呼称が興った。   
時代が下り元明以降北京が首都として定着すると、北京の東を防御する山海関の東方、すなわち現代の中国東北部に当たる地域を関東と呼ぶようになった。また、清朝末期に日本が遼東半島周辺に設定した租借地は関東州と名付けられたが、これも山海関の東方に由来している。

## 用法
- 函谷関以東の地域

函谷関より東を指す歴史的呼称。秦漢から唐までの中国の統一王朝の多くが咸陽や長安に首都を置いたため、首都を守る函谷関を基準として関東・関中・関西という地域呼称が興った。
- 山海関以東の地域

山海関より東を指す呼称。元明以降北京が首都として定着すると、北京の東を防御する山海関の東方、すなわち現代の中国東北部に当たる地域を関東と呼ぶようになった。

## 関東を冠する事例
- 関東州 － 清朝末期に日本が遼東半島周辺に設定した租借地
  - 関東都督府
    - 関東庁
    - 関東局
    - 関東州庁

  - 関東軍
- 関東 (工作艦)
- 闖関東